# Nowaczyzna
Nowaczyzna (niem. Neumannsruh) – osada w Polsce położona w województwie warmińsko-mazurskim, w powiecie ostródzkim, w gminie Łukta w historycznym regionie Prus Górnych. Na wschód od miejscowości znajduje się jezioro Marąg.
W latach 1975–1998 miejscowość należała administracyjnie do województwa olsztyńskiego.